# فرانسیسکو کامانیو
 فرانسیسکو کامانیو (انگلیسی: Francisco Caamaño؛ ۱۱ ژوئن ۱۹۳۲ – ۱۶ فوریه ۱۹۷۳) یک سیاستمدار اهل جمهوری دومینیکن بود.
کامانیو پسر ژنرال فائوستو کامانیو مدینا بود. پدر او پسر عموی خوان پابلو مدینا د لس سانتوس، پدر رئیس‌جمهور سابق دانیلو مدینا سانچز، و رئیس مجلس نمایندگان، لوسیا مدینا سانچز بود.